# Alain Delon
Alain Delon, születési neve Alain Fabien Maurice Marcel Delon (Sceaux, 1935. november 8. – Douchy, 2024. augusztus 18.) César-díjas francia színész, filmrendező, producer. Az 1950-es évek végétől filmezett. Az 1960-as években készült filmjeivel vált ismertté, és népszerűségét sikerült tartósan megőriznie. Az 1980-as években rendezőként is bemutatkozott. Mítoszához számtalan nőügye, stílusa, megjelenése és szerepei is hozzájárultak. 
Rangos filmfesztiválokon kapott díjakat. 1985-ben elnyerte a legjobb színésznek járó César-díjat a Notre histoire (A mi történetünk) című filmben nyújtott alakításáért (1984). A 45. Berlini Nemzetközi Filmfesztiválon elnyerte a Tiszteletbeli Arany Medvét. A 2019-es Cannes-i filmfesztiválon megkapta az Arany Pálmát.

## Út a filmvilágba
Delon édesanyja, Edith Arnold, egy gyógyszertárban dolgozott, édesapja, Fabien Delon, egy mozi tulajdonosa volt. Állítólag a család korzikai származású. A szülők házassága 1940-ben felbomlott. Alain nevelőszülőkhöz került a Franciaország északi részén fekvő Fresnes-be. 11 éves koráig itt élt, de kapcsolatban maradt a szüleivel is. Édesanyja új házasságot kötött egy mészárossal. Delon nehezen kezelhető kamasz lett, állítólag tucatnál is több iskolában megfordult rossz magaviselete miatt. Apja végül St. Nicholas d’Ignybe küldte, egy szigorú jezsuita internátusba. Ez sem bizonyult jó megoldásnak, ezért innen a nevelőszülők vették ismét magukhoz. Újabb internátusok következtek: az utolsóból Alain megszökött. Ekkor mostohaapjához került, és a férfi mészárszékén kellett dolgoznia. A munka cseppet sem volt ínyére, ezért jelentkezett a haditengerészethez. Ötéves szerződést írt alá. A szolgálati idő alatt többször áthelyezték, végül a szerződés lejárta előtt leszerelték. Több pletyka keringett arról, hogy különös kegyetlensége miatt váltak meg tőle, más híresztelések szerint a hadseregnél se tűrte a fegyelmet.
Leszerelése után Delon 1956-ban Párizsba ment. Rendkívül előnyös külseje miatt hamar barátokra és pártfogókra lelt. Az ekkoriban Alfred Hitchcockkal filmező barátnője, Brigitte Auber színésznő révén megismerkedett Jean-Claude Brialy színésszel. Az ő javaslatára elutaztak a cannes-i fesztiválra, ahol Delonra felfigyelt a befolyásos hollywoodi producer, David O. Selznick tehetségkutatója. Alainnek hétéves hollywoodi szerződést ajánlottak. Újabb barátja, Yves Allégret filmrendező azonban lebeszélte a szerződés elfogadásáról, mondván, hogy Delonnak előbb odahaza kell karriert csinálnia. Ha ez sikerül, Hollywood újra jelentkezni fog, ráadásul előnyösebb ajánlattal, mint a mostani. Alain megfogadta a tanácsot.

## Az első filmszerepek
Allégret az Amikor a nő zavarba jön (1957) című filmjében kínált kicsiny szerepet Delon számára. Ezt követte a Légy szép és tartsd a szád! (1958), amelyben későbbi jó barátja és riválisa, Jean-Paul Belmondo is szerepelt. A nem túl jelentős alkotást Yves fivére, Marc Allégret rendezte. E művekben Delon – előnyös megjelenésén túl – nem nyújtott olyan teljesítményt, amelyből későbbi fényes karrierjére lehetne következtetni. Nem kivétel ez alól harmadik filmje, a Christine (1958) sem. Az opusz Arthur Schnitzler egyik drámája nyomán készült. Delon partnernője az osztrák Romy Schneider volt. A befutott színésznő és a kezdő színész egymásba szerettek, eljegyezték egymást, ám viharos kapcsolatukból sosem lett házasság. 1959-ben Delon két filmet (Gyenge asszonyok, Az iskolások útja) is forgatott Michel Boisrond rendezővel, melyekben már figyelemre méltó alakítást nyújtott.

## Sorsdöntő találkozások

### René Clément
Delon munkakapcsolata nem indult túl jól egyik kedvenc mesterével, René Clément rendezővel. Clément a Ragyogó napfény (1960) című filmjéhez szerződtette őt, amely Patricia Highsmith A tehetséges Mr. Ripley című regényéből készült. Dickie szerepét szánta Alainnek, míg Tom Ripley-t Jacques Charrier-vel kívánta eljátszani. Delon visszaadta a szerepet, de hajlandó volt magyarázatot adni a meghökkent rendezőnek. Clément ennek hatására úgy döntött, hogy változtat elképzelésein, és Ripley szerepét bízza Alainre. Az írónő tökéletesen elégedett volt a rendező választásával, és úgy találta, hogy a francia színész ideális megformálója kedvenc gyilkosának. Clément kora erkölcsi felfogásának engedményt téve megváltoztatta a regény eredeti befejezését, és a film végén a bűnös lelepleződik. Ennek ellenére a pszichologizáló bűnügyi alkotás – melyben a Tom és Dickie közötti latens homoszexuális vonzalomnak is jelentősége van – nagy sikert aratott, nem utolsósorban Delon karizmatikus szerepformálásának köszönhetően. (A történetet 1999-ben Hollywoodban is feldolgozták Anthony Minghella rendezésében, Matt Damon, Jude Law és Gwyneth Paltrow főszereplésével.) A hálás mester további három filmjében (Boldog élet, Macskák, Párizs ég?) foglalkoztatta az ifjú sztárt, aki a szakma számos fogását elleste tőle.

### Luchino Visconti

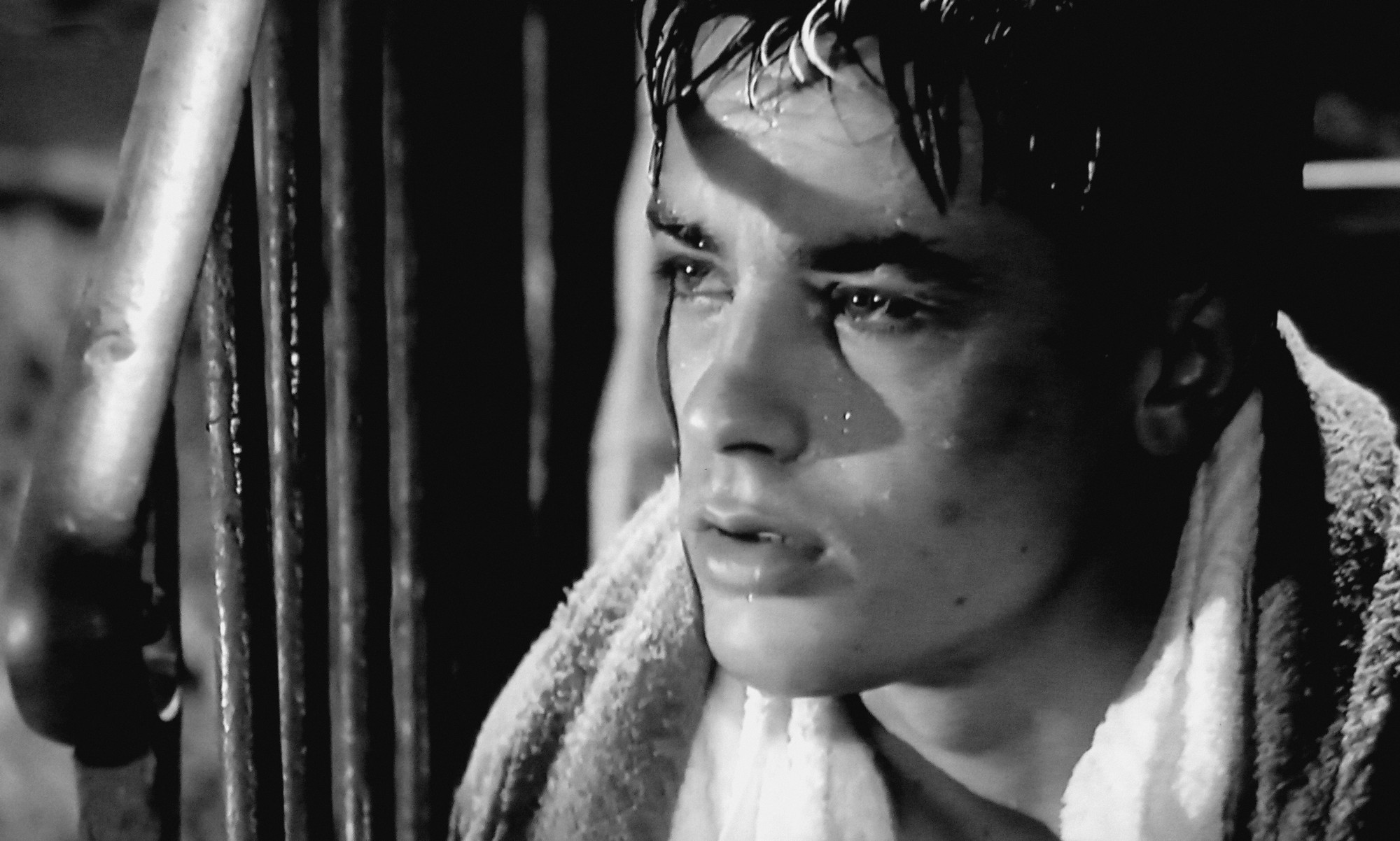
Rocco szerepében a Rocco és fivérei című filmben

Alain Delon művészi pályafutásában a kulcsfigura egyértelműen Luchino Visconti. Az olasz mester hihetetlen szakmai tudásával, intelligenciájával és eleganciájával lenyűgözte a fiatal színészt, aki atyjaként tisztelte őt, és mindenben rábízta magát. Első közös munkájuk, a Rocco és fivérei (1960) filmtörténeti jelentőségű alkotás. A szakma ebben a filmben végre igazi színészként fogadta el Delont, aki képes egyéniségétől, temperamentumától eltérő szerepet is hitelesen, emlékezetesen megformálni. Következő közös munkájuk, A párduc (1963) fogadtatása már kevésbé volt lelkes. Delont most is zömmel dicsérték, a kritikai megjegyzések inkább Viscontinak szóltak, aki ezzel a filmjével szemmel láthatóan még távolabb került a neorealizmus – egyébként addigra már idejétmúlt – irányzatától. Szó volt arról, hogy később is dolgoznak még együtt: Visconti például A Göncöl nyájas csillagai (1965) és a Közöny (1967) főszerepeit is Delonnak szánta, ám különböző okokból ezek a filmek végül másokkal valósultak meg. (Előbbiben Jean Sorel, utóbbiban Marcello Mastroianni játszotta az eredetileg Delonnak szánt szerepeket.)

### Jean-Pierre Melville
A '60-as években Delon a legkülönbözőbb szerepekben próbálta ki magát: lényegében saját arculatát kereste. Ezt végül A szamuráj (1967) címszerepében találta meg, amely Jean-Pierre Melville-lel való első közös munkája, és egyben – a rendező korai halála miatt – rövid barátságuk kezdete volt. Melville már 1963-ban megírta A szamuráj forgatókönyvét, egyenesen Delon számára, de hollywoodi elfoglaltságai miatt a színész akkor nem tudta elvállalni a szerepet. A film óriási szakmai és közönségsikert aratott: Delon rezzenéstelen arcú bérgyilkosának látszólag üres tekintete valójában feneketlen mélységeket takar, és ez a fajta jellemábrázolás a későbbiekben a sztár egyik jellegzetessége lett. Következő két filmjük, A vörös kör (1970) és a Zsaru (1972) fogadtatása már nem volt annyira lelkes, noha egyesek véleménye szerint A vörös kör jobb film, mint A szamuráj.

### Jacques Deray
Delon 1969-ben Saint-Tropez-ban forgatta A medence című pszichológiai thrillert. Partnernője ismét Romy Schneider volt, és ez a tény már önmagában szenzációvá tette a készülő produkciót, melyben Maurice Ronet és Jane Birkin kapott még fontos szerepeket. A mű sok mindenben kapcsolódik a Ragyogó napfényhez. Delon gyilkossá váló figurája egyike a színész legemlékezetesebb és – paradox módon – legvonzóbb szerepformálásainak. A film jelentős szakmai és közönségsikert aratott, melynek eredményeként Delon hosszú távra szerződtette Deray-t, és a későbbiekben több filmet is forgatott vele. Mindjárt a következő, a Borsalino (1970) című hangulatos gengsztertörténet kiugró kasszasikert aratott. A film diadalmenetét nem befolyásolta, hogy Delon perbe keveredett miatta a partnerével, Jean-Paul Belmondóval, mivel Alain nem tartotta be a szerződésbe foglalt, apróságnak tűnő kikötéseket. Deray-vel közös munkái közül a megtörtént esetet feldolgozó Zsarutörténetet (1975) fogadta még egyöntetű elismeréssel a kritika és a közönség. Többi közös filmjük – hullámzó színvonaluk miatt – vegyes fogadtatásban részesült.

## További gyöngyszemek

### Az 1960-as évek

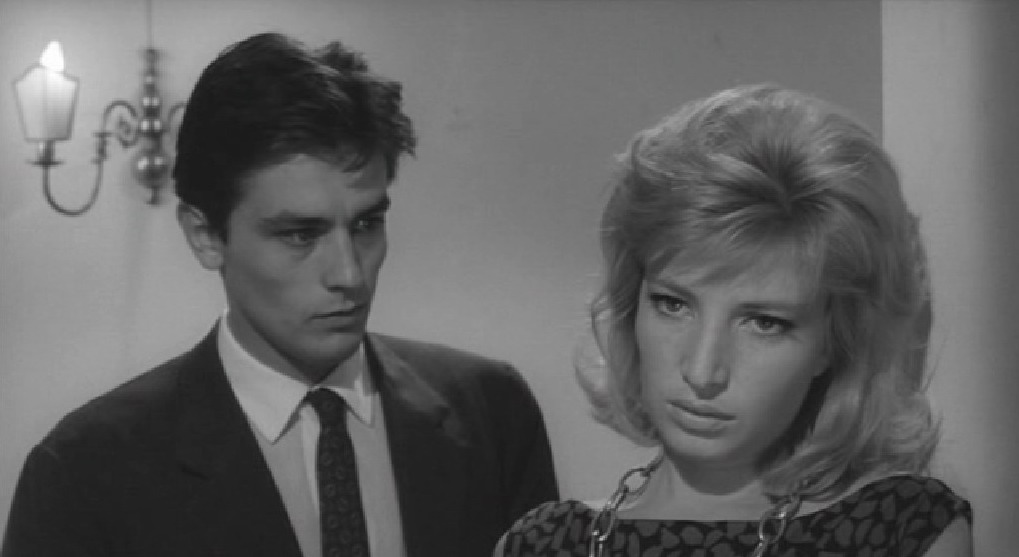
Piero szerepében A napfogyatkozás című filmben

Főleg a '60-as években Delon számos elismert rendezővel dolgozott együtt. Különösen megtisztelő volt Michelangelo Antonioni felkérése A napfogyatkozás (1962) című drámára, melyben Alain egy tőzsdealkuszt játszik, aki a munkája miatti megszállottságában képtelen valódi érzelmi kapcsolatot kialakítani a Monica Vitti játszotta hősnővel. Henri Verneuil Alvilági melódia (1963) című filmjének forgatásán találkozott Jean Gabinnel, akivel barátságot kötött. Az elkövetkezendő években két további filmet vittek sikerre: A szicíliaiak klánja (1969), Két férfi a városban (1973). Christian-Jaque A fekete tulipán (1964) című filmjének főszerepében Delon kalandhősként mutatkozott be a közönségnek. A sztár a '60-as évek közepén Hollywoodba ment, ám amerikai filmjei nem váltották be a hozzájuk fűzött reményeket. 1966-ban, ismét hazájában készítette el pályafutása számára legkedvesebb alkotását, a Kalandorokat, amely Lino Ventura személyében egy újabb barátot hozott Delon életébe. Alain egyébként dalra is fakad a filmben: Laetitia című felvétele egy időben a magyar rádióadók műsorán is gyakran szerepelt. (Másik ismert slágere a Dalida társaságában néhány évvel később készített Paroles, paroles, ám ebben igazából nem énekelt, csak beszélt.) Ebben az évtizedben ismerkedett meg élete két fontos szereplőjével, a később Nathalie Delonként ismertté vált Nathalie Barthélémyvel (eredeti neve: Francine Canovas) és Mireille Darckal. A zavaros múltú Nathalie 1964-ben feleségül ment Delonhoz, és fiút szült neki (Anthony Delon), aki felnőttként szintén a színészi pályát választotta. Házasságuk azonban néhány év múlva felbomlott. Delon a Jeff (1969) forgatásán találkozott Mireille Darckal, aki közel másfél évtizeden át volt az élettársa, és egyben számos üzleti ügyének intézője.

### Az 1970-es évek
Delon régi vágya teljesült, amikor 1971-ben végre Terence Young irányítása alatt dolgozhatott. A Vörös nap című rendhagyó western azonban nem lett igazán sikeres, noha Delon mellett olyan sztárok játszottak benne, mint Charles Bronson, Mifune Tosiró és Ursula Andress. A kritikusok viszont elismeréssel fogadták azt a két filmet, melyeket a francia film nagyasszonyával, Simone Signoret-vel forgatott: az Özvegy Coudercné (1971) társadalombíráló, tragikus szerelmi történet, míg az Égő pajták (1973) bűnügyi cselekménybe ágyazott dráma. Nem lett közönségsiker Alain Jessua különös, bizonyos értelemben a Kóma (1978) előfutárának tekinthető bűnügyi filmje, a Sokkos kezelés (1973), melynek híres tengerparti fürdőzési jelenetében Delon szemből, meztelenül is látható. Kamaszfia, Anthony kedvéért vállalta a Zorro (1975) címszerepét. Pályafutása kiemelkedő darabja a Klein úr (1976): Joseph Losey kitűnő alkotása nem fest túl hízelgő képet arról, hogyan viselkedtek a franciák a német megszállás idején. Losey és Delon egyébként már korábban is dolgoztak együtt, ám a Trockij meggyilkolása című filmjük (1972) bukásnak bizonyult.

### Az 1980-as évektől napjainkig

Casanova szerepében a Casanova visszatér című filmben

Delon a '80-as években rendezőként is bemutatkozott: az Egy zsaru bőréért (1981) és A kíméletlen (1983) nézhető mozidarabok voltak, ám a kritika kevésbé lelkesedett értük. A korosodó sztár kezdett ismét nagyobb érdeklődést mutatni az igényesebb filmszerepek iránt. Elsőként Volker Schlöndorff Proust-adaptációjában (Swann szerelme, 1983) játszotta el a homoszexuális Charlus báró szerepét. Érdekesség, hogy a regényt egykoron Visconti is meg akarta filmesíteni, és Delonnak ő még Swann szerepét szánta. A francia filmművészet fenegyereke, Bertrand Blier A mi történetünk (1984) című filmje komoly szakmai elismeréseket hozott a színésznek, aki Jean-Luc Godard Új hullám (1990) című kései alkotásában is szerepet vállalt. Edouard Niermans Casanova visszatér (1992) című míves alkotásában az idős Casanovaként kissé önmaga paródiáját is eljátszotta. Bő negyedszázad után, 1998-ban újabb közös filmet forgatott Belmondóval: a Két apának mennyi a fele? nagy kasszasikernek bizonyult Franciaországban, ám egyik sztár életművében sem mondható jelentős darabnak. Az utóbbi években Delon inkább a televízió számára dolgozott, 2002-ben a Fabio Montale, 2003–2004-ben pedig a Frank Riva című krimisorozatokban játszotta a címszereplő rendőrnyomozókat. 2006-ban visszautasította Sofia Coppola felkérését a Marie-Antoinette című film egyik szerepére, mert mint mondotta, „eddig még semmi jó nem sült ki abból, amikor az amerikaiak a francia történelemhez nyúltak”. 2008-ban a mérsékelten sikeres Asterix az olimpián-ban tűnt fel Cézárként. Ugyanebben az évben bejelentették, hogy Johnny To remake-et készít A vörös körből. A főszerepeket a tervek szerint Liam Neeson, Orlando Bloom és Chow Yun-fat játsszák, bár ez a szereposztás még nem végleges. Delon állítólag vállalt egy kisebb szerepet a filmben.
2012 áprilisában szívproblémák miatt kórházba szállították Párizsban, majd szívritmuszavar miatt sikeres szívműtéten esett át.

## Magánélete
Rosalie Van Breemen holland modelltől – akit 1987-ben ismert meg – két gyermeke született: Anouchka (* 1990) és Alain Fabien (* 1994), ám 2002-ben az asszony – férje zsarnoki természetére hivatkozva – válókeresetet adott be. A legendás énekesnőtől, Nicótól is született egy fia, Christian Aaron Boulogne, akit azonban Delon sohasem ismert el sajátjának annak ellenére, hogy a fiú állítólag az összetéveszthetőségig hasonlított rá. A gyerek Delon szüleinél nevelkedett. A sztár üzletemberként is sikeres: férfiak számára hozott forgalomba illatszereket különböző fantázianevekkel. Termékei Magyarországon sem ismeretlenek.

## Botrányai

### Szerelmei
Delon szerelmi élete gyakran adott témát a botránysajtónak. Különösen Romy Schneiderrel való hosszú jegyességét (1959–1964) taglalták igen részletesen. Romy édesanyja, a szintén színésznő Magda Schneider akkoriban (és később is!) heves kirohanásokat intézett Delon ellen. Azzal vádolta a sztárt (akkor még lehetséges vejét!), hogy miközben lányát teljesen a befolyása alatt tartja, férfiakkal is tart fenn szerelmi kapcsolatokat. Delon állítólagos homoszexualitása szintén kedvelt pletykatéma volt, hiszen rajongott példaképei közül Clément, Visconti és Melville is melegek voltak. Alain ráadásul csak olajat öntött a tűzre olyan nyilatkozatokkal, miszerint „ha kedvem is támadna arra, hogy férfiakkal folytassak viszonyt, ugyan kinek tartoznék elszámolással? A szerelemben minden megengedett.” Amikor szakított Romyval Nathalie kedvéért, akit viharos gyorsasággal vett feleségül, a nő múltja lett pletykatéma. Nathalie ugyanis állítólag a marseilles-i alvilágon keresztül ismerkedett meg Delonnal, és kapcsolatuk előtt prostituáltként is dolgozott. Rebesgették, hogy házasságuk ideje alatt is megcsalta híres férjét. Bár a vonzó, szőke Mireille Darc meglepően sokáig kitartott Delon mellett, a férfit ez nem akadályozta meg abban, hogy számos nővel kerüljön futó viszonyba. Anne Parillaud kedvéért végül szakított Mireille-jel, ám aztán új kedvesét se vette feleségül. Egy időben a híres énekesnő, Nico volt a barátnője, akinek gyereke félreismerhetetlenül rá hasonlít. Az 1980-as években a bulvársajtó arról cikkezett, hogy Alain és fia, Anthony egymás vetélytársai lettek volna a Valerie Kaprisky színésznő kegyeiért folytatott vetélkedésben.

### Gyilkosság
Az 1960–1970-es években a sztár 3 testőre is rejtélyes módon halt meg, és ezek a kellően sosem tisztázott halálesetek Delont is gyanúba keverték. Mindez azonban inkább használt, semmint ártott Alain hírnevének. Delon egy befejezetlenül maradt film forgatása közben ismerkedett meg a jugoszláv Milos Miloseviccsel, akit magával vitt Párizsba, és testőreként alkalmazott. A férfi később Hollywoodba távozott, ahol 1966. január 31-én holtan találták Mickey Rooney feleségével, Barbarával együtt a Rooney-villa fürdőkádjában. A hivatalos változat szerint a féltékeny Milosevic lelőtte a nőt, majd magával is végzett, ám annak idején más verziók is felmerültek. Milosevic utódja Delon életében Stefan Markovic lett: az ő holttestét 1968. október 1-jén egy szemeteszsákban találták meg Yvelines-ben, egy meddőhányóban. Delon komoly gyanúba keveredett, mikor kiderült, hogy alibije hamis. A gyilkosság hátteréről a legkülönbözőbb teóriák keringtek: az egyik szerint Markovic kábítószerügybe keveredett, és azok végeztek vele, akiket be akart csapni. A másik elmélet szerint Delon állt bosszút rajta, aki tudomást szerzett Markovic és Nathalie viszonyáról. A bulvársajtó egy időben arról írt, hogy Anthony Delon valódi édesapja tulajdonképpen a Delonra meglehetősen hasonlító Markovic volt! A harmadik változat szerint Markovic titokban kompromittáló fotókat készített azokról a zártkörű összejövetelekről, melyeket Delonnál tartottak a legmagasabb körök részvételével. A képekkel zsarolni próbált, és ez lett a veszte. Akármi is az igazság, az tény, hogy néhány évi sikertelen nyomozás után a rendőrség ejtette az ügyet. A harmadik férfi, Uros Milisevic Delon baráti körére tett terhelő vallomást, és talán ez is szerepet játszott abban, hogy 1976. augusztus 11-én holtan találták egy brüsszeli szállodában, egy nálánál kétszer idősebb jugoszláv expolitikussal együtt.

### Politika
Az 1984-es európai parlamenti választásokon Delon határozottan és látványosan elkötelezte magát a szélsőjobboldali Jean-Marie Le Pen mellett, emiatt heves támadások célpontjává vált, és a közönség egy része válaszként bojkottálta a filmjeit.

## Filmográfia

### Film

#### Filmrendező és producer
| Év   | Magyar cím                     | Eredeti cím                       | Feladatkör | Feladatkör | Feladatkör | Megjegyzések                  |
| Év   | Magyar cím                     | Eredeti cím                       | Rendező    | Író        | Producer   | Megjegyzések                  |
| ---- | ------------------------------ | --------------------------------- | ---------- | ---------- | ---------- | ----------------------------- |
| 1964 | A szökevény                    | L’Insoumis                        | Nem        | Nem        | Igen       |                               |
| 1964 |                                | Le journal d’un combat            | Nem        | Nem        | Igen       | rövidfilm                     |
| 1968 | Lány a motoron                 | The Girl on a Motorcycle          | Nem        | Nem        | Igen       | nincs feltüntetve             |
| 1969 |                                | Jeff                              | Nem        | Nem        | Igen       |                               |
| 1970 | Borsalino                      | Borsalino                         | Nem        | Nem        | Igen       |                               |
| 1970 |                                | Sortie de secours                 | Nem        | Nem        | Igen       |                               |
| 1970 |                                | Madly                             | Nem        | Nem        | Igen       |                               |
| 1971 | Halkan a basszushangokkal      | Doucement les basses              | Nem        | Nem        | Igen       |                               |
| 1971 |                                | La planète des hommes             | Nem        | Nem        | Igen       | rövidfilm                     |
| 1972 |                                | L’uccello migratore               | Nem        | Nem        | Koproducer |                               |
| 1973 | Tony Arzenta – Vendetta        | Tony Arzenta                      | Nem        | Nem        | Igen       | nincs feltüntetve             |
| 1973 | Két férfi a városban           | Deux hommes dans la ville         | Nem        | Nem        | Igen       |                               |
| 1974 | Jégkeblek                      | Les seins de glace                | Nem        | Nem        | Igen       |                               |
| 1974 | Borsalino és társai            | Borsalino & Co.                   | Nem        | Nem        | Igen       |                               |
| 1975 | Zsarutörténet                  | Flic Story                        | Nem        | Nem        | Igen       |                               |
| 1975 | A cigány                       | Le Gitan                          | Nem        | Nem        | Igen       |                               |
| 1976 | Mint a bumeráng                | Comme un boomerang                | Nem        | Igen       | Igen       |                               |
| 1976 | Klein úr                       | Monsieur Klein                    | Nem        | Nem        | Igen       |                               |
| 1977 | Pierrot és bandája             | Le Gang                           | Nem        | Nem        | Igen       |                               |
| 1977 |                                | Armaguedon                        | Nem        | Nem        | Igen       |                               |
| 1977 | A férfi, aki mindig sietett    | L'homme pressé                    | Nem        | Nem        | Igen       |                               |
| 1977 | Egy gazember halála            | Mort d’un pourri                  | Nem        | Nem        | Igen       |                               |
| 1978 |                                | Attention, les enfants regardent  | Nem        | Nem        | Igen       |                               |
| 1978 |                                | Power Play                        | Nem        | Nem        | Igen       |                               |
| 1979 |                                | Le toubib                         | Nem        | Nem        | Igen       |                               |
| 1980 | Három fölösleges férfi         | Trois hommes à abattre            | Nem        | Igen       | Igen       |                               |
| 1981 | Egy zsaru bőréért              | Pour la peau d’un flic            | Igen       | Igen       | Igen       |                               |
| 1982 | A sokk                         | Le choc                           | Igen       | Igen       | Nem        | rendezőként nincs feltüntetve |
| 1983 | A kíméletlen                   | Le Battant                        | Igen       | Igen       | Igen       |                               |
| 1983 | Az ifjú férj                   | Le jeune marié                    | Nem        | Nem        | Igen       |                               |
| 1984 | A mi történetünk               | Notre histoire                    | Nem        | Nem        | Igen       |                               |
| 1985 | A zsaru szava                  | Parole de flic                    | Nem        | Igen       | Igen       |                               |
| 1986 |                                | Les pros                          | Nem        | Nem        | Igen       | rövidfilm                     |
| 1986 | Átjáró élet és halál között    | Le passage                        | Nem        | Nem        | Igen       |                               |
| 1988 | Ne ébreszd fel az alvó zsarut! | Ne réveillez pas un flic qui dort | Nem        | Nem        | Igen       |                               |
| 1990 | Tánc életre-halálra            | Dancing Machine                   | Nem        | Igen       | Igen       |                               |
| 1992 | Casanova visszatér             | Le retour de Casanova             | Nem        | Nem        | Vezető     |                               |
| 1993 | Egy bűntény                    | Un crime                          | Nem        | Igen       | Vezető     |                               |

#### Színész
| Év   | Magyar cím                                      | Eredeti cím                           | Szerep                                                              | Magyar hang                   | Rendező                |
| ---- | ----------------------------------------------- | ------------------------------------- | ------------------------------------------------------------------- | ----------------------------- | ---------------------- |
| 1949 |                                                 | Le rapt (rövidfilm)                   | gengszter                                                           |                               | Olivier Bourguignon    |
| 1957 | Amikor a nő zavarba jön                         | Quand la femme s'en mêle              | Jo                                                                  |                               | Yves Allégret          |
| 1957 | Légy szép és tartsd a szád!                     | Sois belle et tais-toi                | Loulou                                                              | Tordy Géza                    | Marc Allégret          |
| 1957 | Légy szép és tartsd a szád!                     | Sois belle et tais-toi                | Loulou                                                              | Rékasi Károly                 | Marc Allégret          |
| 1958 | Christine                                       | Christine                             | Franz Lobheiner                                                     | Mihályi Győző                 | Pierre Gaspard-Huit    |
| 1959 | Gyenge asszonyok                                | Faibles Femmes                        | Julien Fenal                                                        |                               | Michel Boisrond        |
| 1959 | Az iskolások útja                               | Le Chemin des écoliers                | Antoine Michaud                                                     | Szersén Gyula                 | Michel Boisrond        |
| 1959 | Az iskolások útja                               | Le Chemin des écoliers                | Antoine Michaud                                                     | Rátóti Zoltán                 | Michel Boisrond        |
| 1960 | Ragyogó napfény                                 | Plein soleil                          | Tom Ripley                                                          | Fülöp Zsigmond                | René Clément           |
| 1960 | Ragyogó napfény                                 | Plein soleil                          | Tom Ripley                                                          | Széles Tamás                  | René Clément           |
| 1960 | Rocco és fivérei                                | Rocco e i suoi fratelli               | Rocco Parondi                                                       | Fülöp Zsigmond                | Luchino Visconti       |
| 1960 | Rocco és fivérei                                | Rocco e i suoi fratelli               | Rocco Parondi                                                       | Rátóti Zoltán                 | Luchino Visconti       |
| 1961 | Míly öröm élni                                  | Quelle joie de vivre                  | Ulysse Cecconato                                                    |                               | René Clément           |
| 1961 | Híres szerelmek (Agnès Bernauer-szegmens)       | Les Amours célèbres                   | III. Albert bajor herceg                                            |                               | Michel Boisrond        |
| 1962 | Napfogyatkozás                                  | L'Eclisse                             | Piero                                                               | Balázsovits Lajos             | Michelangelo Antonioni |
| 1962 | Napfogyatkozás                                  | L'Eclisse                             | Piero                                                               | Rátóti Zoltán                 | Michelangelo Antonioni |
| 1962 |                                                 | Die Rote                              | velencei járókelő (stáblistán nem szerepel)                         |                               | Helmut Käutner         |
| 1962 | Az ördög és a tízparancsolat                    | Le Diable et les Dix Commandements    | Pierre Messager                                                     | Laklóth Aladár                | Julien Duvivier        |
| 1963 | A párduc                                        | Il gattopardo                         | Tancredi Falconeri herceg                                           | Fülöp Zsigmond                | Luchino Visconti       |
| 1963 | A párduc                                        | Il gattopardo                         | Tancredi Falconeri herceg                                           | Előd Botond                   | Luchino Visconti       |
| 1963 | Alvilági melódia                                | Mélodie en sous-sol                   | Francis Verlot                                                      | Sinkovits-Vitay András        | Henri Verneuil         |
| 1963 | Hogyan lettem vezérigazgató?                    | Carambolages                          | Monsieur Lambert (stáblistán nem szerepel)                          |                               | Marcel Bluwal          |
| 1964 | A fekete tulipán                                | La Tulipe noire                       | Guillaume de Saint Preux / Julien de Saint Preux / A fekete tulipán | Lukács Sándor                 | Christian-Jaque        |
| 1964 | A fekete tulipán                                | La Tulipe noire                       | Guillaume de Saint Preux / Julien de Saint Preux / A fekete tulipán | Debreczeny Csaba              | Christian-Jaque        |
| 1964 | A macskák                                       | Les Félins                            | Marc                                                                | Vándorfi László               | René Clément           |
| 1964 |                                                 | L'amour à la mer                      | filmszínész                                                         |                               | Guy Gilles             |
| 1964 | A szökevény                                     | L'Insoumis                            | Thomas Vlassenroot                                                  |                               | Alain Cavalier         |
| 1964 | A sárga Rolls-Royce                             | The Yellow Rolls-Royce                | Stefano                                                             | Csankó Zoltán                 | Anthony Asquith        |
| 1965 | Volt egyszer egy tolvaj                         | Once a Thief                          | Eddie Pedak                                                         | Csík Csaba Krisztián          | Ralph Nelson           |
| 1966 | Elveszett dicsőség                              | Lost Command                          | Philippe Esclavier százados                                         | Széles Tamás                  | Mark Robson            |
| 1966 | A folyón át Texasba                             | Texas Across the River                | Don Andrea Baldazar                                                 | Mihályi Győző                 | Michael Gordon         |
| 1966 | A folyón át Texasba                             | Texas Across the River                | Don Andrea Baldazar                                                 | Rátóti Zoltán                 | Michael Gordon         |
| 1966 | Párizs ég?                                      | Paris brûle-t-il ?                    | Jacques Chaban-Delmas                                               |                               | René Clément           |
| 1967 | Kalandorok                                      | Les Aventuriers                       | Manu Borelli                                                        | Rátóti Zoltán                 | Robert Enrico          |
| 1967 | A szamuráj                                      | Le Samouraï                           | Jef Costello                                                        | Vándorfi László               | Jean-Pierre Melville   |
| 1967 | Üldözési mánia                                  | Diaboliquement vôtre                  | Pierre Lagrange / Georges Campo                                     | Szakácsi Sándor               | Julien Duvivier        |
| 1968 | Különleges történetek (William Wilson-szegmens) | Histoires extraordinaires             | William Wilson                                                      | Rátóti Zoltán                 | Louis Malle            |
| 1968 | Különleges történetek (William Wilson-szegmens) | Histoires extraordinaires             | William Wilson                                                      | Hanyecz Róbert                | Louis Malle            |
| 1968 | Lány a motoron                                  | The Girl on a Motorcycle              | Daniel                                                              |                               | Jack Cardiff           |
| 1968 | Ég veled, barátom!                              | Adieu l'ami                           | Dino Barran                                                         | Rátóti Zoltán                 | Jean Vautrin           |
| 1968 | Az autóversenyző                                | Ho!                                   | férfi a reptéren (stáblistán nem szerepel)                          |                               | Robert Enrico          |
| 1969 | A medence                                       | La Piscine                            | Jean-Paul Leroy                                                     | Mácsai Pál                    | Jacques Deray          |
| 1969 |                                                 | Jeff                                  | Laurent                                                             |                               | Jean Vautrin           |
| 1969 | A szicíliaiak klánja                            | Le clan des Siciliens                 | Roger Sartet                                                        | Fülöp Zsigmond                | Henri Verneuil         |
| 1969 | A szicíliaiak klánja                            | Le clan des Siciliens                 | Roger Sartet                                                        | Fodor Tamás                   | Henri Verneuil         |
| 1969 | A szicíliaiak klánja                            | Le clan des Siciliens                 | Roger Sartet                                                        | Fülöp Zsigmond                | Henri Verneuil         |
| 1969 | A szicíliaiak klánja                            | Le clan des Siciliens                 | Roger Sartet                                                        | Kautzky Armand                | Henri Verneuil         |
| 1970 | Borsalino                                       | Borsalino                             | Roch Siffredi                                                       | Oszter Sándor                 | Jacques Deray          |
| 1970 | Borsalino                                       | Borsalino                             | Roch Siffredi                                                       | Fülöp Zsigmond                | Jacques Deray          |
| 1970 | A vörös kör                                     | Le Cercle Rouge                       | Corey                                                               | Fülöp Zsigmond                | Jean-Pierre Melville   |
| 1970 | A vörös kör                                     | Le Cercle Rouge                       | Corey                                                               | Mihályi Győző                 | Jean-Pierre Melville   |
| 1970 |                                                 | Madly                                 | Julien Dandieu                                                      |                               | Roger Kahane           |
| 1971 |                                                 | Fantasia chez les ploucs              | főnök (stáblistán nem szerepel)                                     |                               | Gérard Pirès           |
| 1971 | Halkan a basszushangokkal                       | Doucement les basses                  | Simon Médieu                                                        |                               | Jacques Deray          |
| 1971 | Vörös nap                                       | Soleil rouge                          | Gauche                                                              | Fülöp Zsigmond                | Terence Young          |
| 1971 | Vörös nap                                       | Soleil rouge                          | Gauche                                                              | Kautzky Armand                | Terence Young          |
| 1971 | Az özvegy                                       | La Veuve Couderc                      | Jean Lavigne                                                        | Lukács Sándor                 | Pierre Granier-Deferre |
| 1971 | Az özvegy                                       | La Veuve Couderc                      | Jean Lavigne                                                        | Mihályi Győző                 | Pierre Granier-Deferre |
| 1972 | Volt egyszer egy zsaru                          | Il était une fois un flic             | Rodriguezt kereső férfi (stáblistán nem szerepel)                   | Kovács István                 | Georges Lautner        |
| 1972 | Trockij meggyilkolása                           | The Assassination of Trotsky          | Frank Jacson                                                        | Csankó Zoltán                 | Joseph Losey           |
| 1972 | A nyugalom első éjszakája                       | La prima notte di quiete              | Daniele Dominici                                                    |                               | Valerio Zurlini        |
| 1972 | Zsaru                                           | Un flic                               | Édouard Coleman felügyelő                                           | Csernák János                 | Jean-Pierre Melville   |
| 1973 | Sokkos kezelés                                  | Traitement de choc                    | Dr. Devilers                                                        | Rátóti Zoltán                 | Alain Jessua           |
| 1973 | Sokkos kezelés                                  | Traitement de choc                    | Dr. Devilers                                                        | Epres Attila                  | Alain Jessua           |
| 1973 | Skorpió                                         | Scorpio                               | Jean Laurier / Skorpió                                              | Széles Tamás                  | Michael Winner         |
| 1973 | Skorpió                                         | Scorpio                               | Jean Laurier / Skorpió                                              | Tarján Péter                  | Michael Winner         |
| 1973 | Égő pajták                                      | Les granges brûlées                   | Pierre Larcher bíró                                                 | Fülöp Zsigmond                | Jean Chapot            |
| 1973 | Tony Arzenta – Vendetta                         | Tony Arzenta                          | Tony Arzenta                                                        | Fülöp Zsigmond                | Duccio Tessari         |
| 1973 | Két férfi a városban                            | Deux hommes dans la ville             | Gino Strabliggi                                                     | Lukács Sándor                 | José Giovanni          |
| 1973 | Két férfi a városban                            | Deux hommes dans la ville             | Gino Strabliggi                                                     | Rátóti Zoltán                 | José Giovanni          |
| 1973 | Két férfi a városban                            | Deux hommes dans la ville             | Gino Strabliggi                                                     | Kőszegi Ákos                  | José Giovanni          |
| 1974 | Urak fajtája                                    | La race des seigneurs                 | Julien Dandieu                                                      |                               | Pierre Granier-Deferre |
| 1974 | Jégkeblek                                       | Les seins de glace                    | Marc Rilson                                                         | Fülöp Zsigmond                | Georges Lautner        |
| 1974 | Borsalino és társai                             | Borsalino & Co.                       | Roch Siffredi                                                       | Oszter Sándor                 | Jacques Deray          |
| 1974 | Borsalino és társai                             | Borsalino & Co.                       | Roch Siffredi                                                       | Fülöp Zsigmond                | Jacques Deray          |
| 1975 | Zorro                                           | Zorro                                 | Don Diego de la Vega / Zorro                                        | Jakab Csaba                   | Duccio Tessari         |
| 1975 | Zsarutörténet                                   | Flic Story                            | Roger Borniche                                                      | Sztankay István               | Jacques Deray          |
| 1975 | Zsarutörténet                                   | Flic Story                            | Roger Borniche                                                      | Fülöp Zsigmond                | Jacques Deray          |
| 1975 | Zsarutörténet                                   | Flic Story                            | Roger Borniche                                                      | Schnell Ádám                  | Jacques Deray          |
| 1975 | A cigány                                        | Le Gitan                              | Hugo Sennart                                                        | Oberfrank Pál                 | José Giovanni          |
| 1976 | Klein úr                                        | Monsieur Klein                        | Robert Klein                                                        | Mécs Károly                   | Joseph Losey           |
| 1976 | Mint a bumeráng                                 | Comme un boomerang                    | Jacques Batkin                                                      | Ujréti László                 | José Giovanni          |
| 1977 | Pierrot és bandája                              | Le Gang                               | Robert "Le dingue"                                                  | Selmeczi Roland               | Jacques Deray          |
| 1977 |                                                 | Armaguedon                            | Dr. Michel Ambroise                                                 |                               | Alain Jessua           |
| 1977 | A férfi, aki mindig sietett                     | L'homme pressé                        | Pierre Niox                                                         | Mihályi Győző                 | Édouard Molinaro       |
| 1977 | Egy gazember halála                             | Mort d'un pourri                      | Xavier "Xav" Maréchal                                               | Ujréti László                 | Georges Lautner        |
| 1978 |                                                 | Attention, les enfants regardent      | férfi                                                               |                               | Serge Leroy            |
| 1979 | Airport ’79 – Concorde                          | The Concorde ... Airport '79          | Paul Metrand kapitány                                               | Fülöp Zsigmond                | David Lowell Rich      |
| 1979 | Airport ’79 – Concorde                          | The Concorde ... Airport '79          | Paul Metrand kapitány                                               | Kőszegi Ákos                  | David Lowell Rich      |
| 1979 |                                                 | Le toubib                             | Jean-Marie Desprée                                                  |                               | Pierre Granier-Deferre |
| 1980 | Három fölösleges férfi                          | Trois hommes à abattre                | Michel Gerfaut                                                      | Mácsai Pál                    | Jacques Deray          |
| 1980 | Teherán 43                                      | Téhéran 43 - Nid d'espions            | Georges Foche felügyelő                                             | Perlaki István                | Alekszandr Alov        |
| 1980 | Teherán 43                                      | Téhéran 43 - Nid d'espions            | Georges Foche felügyelő                                             | Perlaki István                | Vlagyimir Naumov       |
| 1981 | Egy zsaru bőréért                               | Pour la peau d'un flic                | Choucas                                                             | Fülöp Zsigmond                | Alain Delon            |
| 1982 | A sokk                                          | Le choc                               | Martin Terrier / Christian                                          | Lukács Sándor                 | Robin Davis            |
| 1983 | A kíméletlen                                    | Le Battant                            | Jacques Darnay                                                      | Gáti Oszkár                   | Alain Delon            |
| 1983 | A kíméletlen                                    | Le Battant                            | Jacques Darnay                                                      | Fülöp Zsigmond                | Alain Delon            |
| 1984 | Swann szerelme                                  | Un amour de Swann                     | Charlus báró                                                        | Fülöp Zsigmond                | Volker Schlöndorff     |
| 1984 | A mi történetünk                                | Notre histoire                        | Robert Avranches                                                    | Szakácsi Sándor               | Bertrand Blier         |
| 1985 | A zsaru szava                                   | Parole de flic                        | Daniel Pratt                                                        | Fülöp Zsigmond                | José Pinheiro          |
| 1986 | Átjáró élet és halál között                     | Le passage                            | Jean Diaz                                                           | Fülöp Zsigmond                | René Manzor            |
| 1988 | Ne ébreszd fel az alvó zsarut!                  | Ne réveillez pas un flic qui dort     | Eugène Grindel felügyelő                                            | Fülöp Zsigmond                | José Pinheiro          |
| 1990 | Új hullám                                       | Nouvelle Vague                        | Lui / Roger Lennox / Richard Lennox                                 | Tordy Géza                    | Jean-Luc Godard        |
| 1990 | Tánc életre-halálra                             | Dancing Machine                       | Alan Wolf                                                           | Szakácsi Sándor               | Gilles Béhat           |
| 1992 | Casanova visszatér                              | Le retour de Casanova                 | Giacomo Casanova                                                    |                               | Édouard Niermans       |
| 1993 | Egy bűntény                                     | Un crime                              | Maître Charles Dunand                                               | Fülöp Zsigmond                | Jacques Deray          |
| 1994 | A plüssmackó                                    | L'ours en peluche                     | Jean Rivière                                                        | Lukács Sándor                 | Jacques Deray          |
| 1995 | 101 éjszaka                                     | Les cent et une nuits de Simon Cinéma | önmaga                                                              | Varga Gábor                   | Agnès Varda            |
| 1997 |                                                 | Le jour et la nuit                    | Alexandre                                                           |                               | Bernard-Henri Lévy     |
| 1998 | Két apának mennyi a fele?                       | Une chance sur deux                   | Julien Vignal                                                       | Fülöp Zsigmond 1-2. szinkron) | Patrice Leconte        |
| 1998 | Két apának mennyi a fele?                       | Une chance sur deux                   | Julien Vignal                                                       | Ujréti László 3. szinkron)    | Patrice Leconte        |
| 2000 | Színészek                                       | Les acteurs                           | önmaga                                                              | Fülöp Zsigmond                | Bertrand Blier         |
| 2008 | Asterix az olimpián                             | Astérix aux Jeux olympiques           | Julius Caesar                                                       | Fülöp Zsigmond                | Frédéric Forestier     |
| 2008 | Asterix az olimpián                             | Astérix aux Jeux olympiques           | Julius Caesar                                                       | Fülöp Zsigmond                | Thomas Langmann        |
| 2012 |                                                 | S Novym godom, mamy!                  | önmaga                                                              |                               | Sarik Andreasyan       |
| 2019 |                                                 | Toute ressemblance...                 | önmaga                                                              |                               | Michel Denisot         |

## Fontosabb díjak és jelölések

### Berlini Nemzetközi Filmfesztivál
- 1995 Tiszteletbeli Arany Medve

### César-díj
- 1977 jelölés Klein úr, legjobb színész
- 1978 jelölés Egy gazember halála, legjobb színész
- 1985 díj A mi történetünk, legjobb színész

### David di Donatello-díj
- 1972 Különdíj (Special David)

### Golden Globe-díj
- 1964 jelölés A párduc, legígéretesebb új férfi színész

### Arany Pálma életműdíj
- 2019 Arany Pálma életműdíj